# 마시모 두티
마시모두띠(Massimo Dutti)는 스페인의 패션 브랜드이다.